# Luis Gerardo Méndez
Luis Gerardo Hernández Méndez (Aguascalientes, 12 de marzo de 1982), conocido como Luis Gerardo Méndez, es un actor y productor mexicano.

## Biografía y carrera

### Primeros años
Luis Gerardo Hernández Méndez nació el 12 de marzo de 1982 en Aguascalientes, Aguascalientes.
Trabajó como locutor de estaciones de radio antes de comenzar su carrera como actor.

### Incursión actoral
Llegó a Ciudad de México en 2002. Sus estudios actorales fueron en Casa Azul, en Ciudad de México, del 2003 a 2005.
Tras haber aparecido en papeles menores en películas y producciones televisivas, en 2013, atrajo la atención pública al ser uno de los protagonistas de Nosotros, los Nobles, una cinta de comedia. De 2015 a 2019, fue coproductor y coprotagonista de la serie Club de Cuervos, el primer proyecto original de Netflix en español.

## Vida personal
Ha participado en proyectos relacionados con organizaciones como las Naciones Unidas, específicamente con la ACNUR (Alto Comisionado de las Naciones Unidas para los Refugiados).
En 2015, se declaró abiertamente gay, y aunque en 2017 dijo que no lo era, en 2020 reafirmó su sexualidad después de que se filtraran fotografías suyas besando a otro hombre, con quien le fue infiel a Pablo Chemor, su entonces novio. Gerardo y Chemor habían estado comprometidos desde 2018, pero en 2022 cancelaron su compromiso debido a que el primero quería que tuvieran una relación abierta.

## Activismo
Ha participado en proyectos relacionados con el Alto Comisionado de las Naciones Unidas para los Refugiados (ACNUR) desde el 2020. En 2022, participó en ACNUR Tapachula para realizar entrevistas a personas refugiadas y escuchar sus historias.

## Filmografía

### Cine
| Año  | Título                                          | Papel                | Notas                                            |
| ---- | ----------------------------------------------- | -------------------- | ------------------------------------------------ |
| 2004 | Santos peregrinos                               | Mao                  |                                                  |
| 2005 | Manos libres                                    | Marcelo              |                                                  |
| 2006 | Efectos secundarios                             | Ignacio joven        |                                                  |
| 2006 | La niña en la piedra                            | Joaquín              |                                                  |
| 2006 | Tierra de gringos                               | Fresa                | Cortometraje                                     |
| 2007 | Tus amigos                                      |                      | Cortometraje                                     |
| 2008 | Más allá de mí                                  | Rufino               |                                                  |
| 2009 | Sincronía                                       | Arturo               |                                                  |
| 2010 | 3 Shots                                         | Jaime                | Cortometraje                                     |
| 2010 | Hidalgo: La historia jamás contada              | Rodríguez            |                                                  |
| 2010 | 180º                                            | Beto                 |                                                  |
| 2010 | Sucedió en un día                               | Guía novato          | Segmento: "Siete"                                |
| 2011 | Bacalar                                         | Luis                 |                                                  |
| 2011 | Viento en contra                                | Andrés               |                                                  |
| 2011 | La otra familia                                 | George               |                                                  |
| 2012 | Morelos                                         | José María Liceaga   |                                                  |
| 2013 | Paraíso                                         | Moderador            |                                                  |
| 2013 | Shakespeare tuvo una hermana                    | Marcos               | Cortometraje                                     |
| 2013 | No sé si cortarme las venas o dejármelas largas | Lucas                | También productor asociado                       |
| 2013 | Nosotros, los Nobles                            | Javier "Javi" Noble  |                                                  |
| 2014 | Cantinflas                                      | Estanislao Shilinsky |                                                  |
| 2014 | I BrakeS for Gringos                            | Policía turístico    |                                                  |
| 2014 | Cásese quien pueda                              | Gustavo Mendes       |                                                  |
| 2015 | The Brothers Huffington-Fynne                   | 4 papeles distintos  |                                                  |
| 2015 | Elvira, te daría mi vida pero la estoy usando   | Ricardo / Adrián     |                                                  |
| 2015 | HOME: No hay lugar como el hogar                | Oh                   | Voz                                              |
| 2016 | Rebirth                                         | Doctor               |                                                  |
| 2016 | I Brake For Gringos                             | Policía turístico    |                                                  |
| 2016 | Cigüeñas: La historia que no te contaron        | Junior               | Voz                                              |
| 2017 | Camino a Marte                                  | Mark                 | También productor asociado                       |
| 2018 | Tiempo compartido                               | Pedro                |                                                  |
| 2018 | Bayoneta                                        |                      |                                                  |
| 2019 | Charlie's Angels                                | El Santo             |                                                  |
| 2019 | Murder Mystery                                  | Juan Carlos          |                                                  |
| 2020 | Medios hermanos                                 | Renato               | También productor ejecutivo                      |
| 2022 | Tiempo para mí                                  | Armando Zavala       |                                                  |
| 2024 | Technoboys                                      | Alan                 | Primera cinta de su casa productora Cine Vaquero |

### Televisión
| Año           | Título                      | Papel                         |
| ------------- | --------------------------- | ----------------------------- |
| 2003          | Ladrón de corazones         | Raúl                          |
| 2004          | Gitanas                     | Claudio                       |
| 2005          | Corazón partido             | Ignacio 'Nacho' Echarri       |
| 2007          | Lola, érase una vez         | Damián Ramos 'Bataca'         |
| 2008          | Vecinos                     | Piloto                        |
| 2009          | Los simuladores             |                               |
| 2009          | Mujeres asesinas            | Luis                          |
| 2009          | Gregoria la cucaracha       |                               |
| 2009-2012     | XY. La revista              | Julián Reverte                |
| 2010          | Capadocia                   | Luis                          |
| 2010          | Gritos de muerte y libertad | Juan Fernando Domínguez       |
| 2011          | El encanto del águila       | José León Toral               |
| 2012          | ¿Quién dijo yo?             | Conductor                     |
| 2012          | La clínica                  | Miguel                        |
| 2012          | La familia P. Luche         | Manuel y Fulgencio            |
| 2015 - 2019   | Club de Cuervos             | Salvador "Chava" Iglesias Jr. |
| 2016          | Drunk History               | Hernán Cortés                 |
| 2018          | La balada de Hugo Sánchez   | Salvador "Chava" Iglesias Jr. |
| 2021          | Narcos: México              | Oficial Víctor Tapia          |
| 2021-presente | Los enviados                | Pedro Salinas                 |
| 2022          | Belascoarán                 | Héctor Belascoarán Shayne     |
| 2024          | ¿Quién lo mató?             | Mario Bazares                 |
| 2025          | Mentiras                    | Emanuel                       |

### Teatro
| Año       | Título                                      | Personaje         | Notas                               |
| --------- | ------------------------------------------- | ----------------- | ----------------------------------- |
| 2006-2007 | Hoy no me puedo levantar                    | Colate            |                                     |
| 2007      | The Pillowman                               | Michal            |                                     |
| 2008      | Avenida Q                                   | Eugenio           |                                     |
| 2013      | El curioso incidente del perro a medianoche | Christopher Boone |                                     |
| 2013      | Razones para ser bonita                     |                   |                                     |
| 2015      | Hotel Good Luck                             | Bobby Good Luck   |                                     |
| 2017      | Privacidad                                  | Escritor          | Alternando funciones con Diego Luna |

## Premios y nominaciones

### Premios Ariel
| Año  | Categoría            | Trabajo nominado     | Resultado |
| ---- | -------------------- | -------------------- | --------- |
| 2014 | Ariel al Mejor Actor | Nosotros, los Nobles | Nominado  |

### Premios CANACINE
| Año  | Categoría                      | Trabajo nominado     | Resultado |
| ---- | ------------------------------ | -------------------- | --------- |
| 2014 | Premio CANACINE al Mejor Actor | Nosotros, los Nobles | Ganador   |

### Festival de Cine de Guadalajara
| Año  | Categoría            | Trabajo nominado  | Resultado |
| ---- | -------------------- | ----------------- | --------- |
| 2018 | Premio a Mejor Actor | Tiempo Compartido | Ganador   |

### Diosas de Plata
| Año  | Categoría                      | Trabajo nominado                                | Resultado |
| ---- | ------------------------------ | ----------------------------------------------- | --------- |
| 2014 | Mejor Actor                    | No sé si cortarme las venas o dejármelas largas | Nominado  |
| 2015 | Mejor Coactuación Masculina    | Cantinflas                                      | Nominado  |
| 2015 | Mejor Papel a Cuadro Masculino | Paraíso                                         | Nominado  |

### Agrupación de Críticos y Periodistas de Teatro (ACPT)
| Año  | Categoría         | Trabajo nominado                            | Resultado |
| ---- | ----------------- | ------------------------------------------- | --------- |
| 2014 | Mejor Actor Joven | El curioso incidente del perro a medianoche | Ganador   |

### Premios ACE (Nueva York)
| Año  | Categoría                   | Trabajo nominado | Resultado |
| ---- | --------------------------- | ---------------- | --------- |
| 2015 | Mejor coactuación masculina | Cantinflas       | Ganador   |